# Światła sceny
Światła sceny (ang. Center Stage) – amerykański dramat filmowy z 2000 roku w reżyserii Nicholasa Hytnera.

## Fabuła
Apodyktyczny dyrektor nowojorskiej szkoły American Ballet Company, Jonathan Reeves stwarza atmosferę ostrej rywalizacji między uczniami szkoły, gdyż stawką jest sześć miejsc w zespole prowadzonym przez niego. Młodzi, ambitni i zdeterminowani tancerze pragną osiągnąć sukces za wszelką cenę, ryzykując łączącą ich przyjaźń. Jedna z nowo przyjętych kandydatek Jody, od dziecka pragnęła tańczyć w balecie i mimo krytycznych uwag nauczycieli oraz problemów uczuciowych postanawia postawić wszystko na jedną kartę.

## Obsada
- Sascha Radetsky – Charlie Sims
- Ethan Stiefel – Cooper Nielson
- Ilja Kulik – Sergei
- Julie Kent – Kathleen
- Amanda Schull – Jody Sawyer
- Debra Monk – Nancy Cummings
- Donna Murphy – Juliette Simone
- Susan May Pratt – Maureen Cummings
- Zoe Saldaña – Eva Rodriguez
- Eion Bailey – Jim Gordon
- Victor Anthony – Thomas
- Elizabeth Hubbard – Joan Miller
- Shakiem Evans – Erik Jones
- Ekaterina Chtchelkanova – solistka